# Амиџи шоу (11. сезона)
Једанаеста сезона емисије Амиџи шоу почела је 11. септембра 2018. године, а завршена је 16. јула 2019. године. Састоји се од укупно 45 епизода.

## Епизоде
| Број епизоде | Гости                                                                                                | Датум         | Видео |
| ------------ | --- | ------------- | ----- |
| 1.           | Кристина Коцкар, Душица Јаковљевић, Драган Марковић Палма                                            | 11. 9. 2018.  |       |
| 2.           | Тамара Ђурић, Анђела Вештица, Слободан Радановић, Мики Ђуричић                                       | 18. 9. 2018.  |       |
| 3.           | Владимир Стојковић, Дарко Лазић, Теодора Џехверовић, Дејана Живковић                                 | 25. 9. 2018.  |       |
| 4.           | Анабела Ђогани, Гаги Ђогани, Љуба Пантовић                                                           | 2. 10. 2018.  |       |
| 5.           | Ана Михајловски, Маријана Мићић, Маја Беровић, Миа Борисављевић                                      | 9. 10. 2018.  |       |
| 6.           | Наташа Беквалац, Марија Кулић, Рада Васић                                                            | 16. 10. 2018. |       |
| 7.           | Едита Арадиновић, Ивица Дачић, Ацо Пејовић                                                           | 23. 10. 2018. |       |
| 8.           | Дара Бубамара, Радиша Трајковић Ђани, Сара Рељић, Владимир Томовић                                   | 30. 10. 2018. |       |
| 9.           | Ана Севић, Далибор Јаблановић, Емина Јаховић                                                         | 7. 11. 2018.  |       |
| 10.          | Николија Јовановић, Гоца Тржан, Недељко Бајић Баја, Сандра Африка                                    | 13. 11. 2018. |       |
| 11.          | Милан Васић, Милан Калинић, Мирка Васиљевић, Јована Пајић                                            | 20. 11. 2018. |       |
| 12.          | Тамара Крцуновић, Андрија Милошевић, Дејан Матић, Александар Срећковић Кубура                        | 27. 11. 2018. |       |
| 13.          | Горан Бреговић, Рада Васић, Мики Ђуричић, Бора Сантана                                               | 4. 12. 2018.  |       |
| 14.          | Аца Лукас, Сенида, Џала Брат, Буба Корели                                                            | 11. 12. 2018. |       |
| 15.          | Лидија Станојевић, Сека Алексић, Катарина Грујић, Слободан Радановић, Шако Полумента, Сања Станковић | 18. 12. 2018. |       |
| 16.          | Јелена Карлеуша                                                                                      | 25. 12. 2018. |       |
| 17.          | Милош Биковић, Миодраг Радоњић, Лука Грбић, Цоби, Мили                                               | 2. 1. 2019.   |       |
| 18.          | Андрија Милошевић, Милена Предић, Милица Тодоровић, Тодор Јовановић                                  | 8. 1. 2019.   |       |
| 19.          | Милица Павловић, Кристина Коцкар                                                                     | 15. 1. 2019.  |       |
| 20.          | Мима Караџић, Ана Севић, Славица Ћуктераш, Зоран Шумадинац                                           | 22. 1. 2019.  |       |
| 21.          | Бака Прасе, Станија Добројевић, Александар Милић Мили, Ален Адемовић                                 | 29. 1. 2019.  |       |
| 22.          | Стефан Ђурић Раста, Ален Сакић, Ненад Алексић Ша, Драгана Митар                                      | 5. 2. 2019.   |       |
| 23.          | Учесници Задруге                                                                                     | 12. 2. 2019.  |       |
| 24.          | Радиша Трајковић Ђани, Дарко Лазић, Сека Алексић                                                     | 19. 2. 2019.  |       |
| 25.          | Марија Шерифовић, Весна Дедић, Џенан Лончаревић, Едита Арадиновић                                    | 26. 2. 2019.  |       |
| 26.          | Сузана Перовић, Мики Ђуричић, Миа Борисављевић, Стефан Павловић Цале                                 | 5. 3. 2019.   |       |
| 27.          | Теодора Џехверовић, Милена Ћеранић, Емир Аличковић, Вук Моб                                          | 12. 3. 2019.  |       |
| 28.          | Слободан Радановић, Кристина Коцкар, Дамир Хандановић, Душица Јаковљевић, Срђан Тодоровић            | 19. 3. 2019.  |       |
| 29.          | Милош Биковић, Миодраг Радоњић, Александар Радојичић, Милена Радуловић, Александар Срећковић Кубура  | 26. 3. 2019.  |       |
| 30.          | Зоран Шумадинац, Бојан Станимировић, учесници Задруге                                                | 2. 4. 2019.   |       |
| 31.          | Цоби, Сенида, Аца Лукас, Милица Павловић                                                             | 9. 4. 2019.   |       |
| 32.          | Бојан Перић, Катарина Грујић, Едита Арадиновић, Газда Паја                                           | 16. 4. 2019.  |       |
| 33.          | Милан Калинић, Ана Кокић, Ана Бекута, Бојан Васковић, Александра Суботић, Давид Драгојевић           | 23. 4. 2019.  |       |
| 34.          | Дара Бубамара, Сандра Африка, Милица Тодоровић, Мирза Селимовић                                      | 30. 4. 2019.  |       |
| 35.          | Николија Јовановић, Стефан Цвијовић Цвија, Анђела Савић, Данијела Карић, Иван Милеуснић              | 7. 5. 2019.   |       |
| 36.          | Мирка Васиљевић, Весна Змијанац, Славко Бањац, Мина Костић, Џеј Рамадановски                         | 14. 5. 2019.  |       |
| 37.          | Учеснице Задруге                                                                                     | 21. 5. 2019.  |       |
| 38.          | Учесници Задруге                                                                                     | 28. 5. 2019.  |       |
| 39.          | Александра Пријовић, Гоца Тржан, Каја Остојић, Ана Кораћ, Мина Врбашки                               | 4. 6. 2019.   |       |
| 40.          | Учеснице Задруге — рвање у чоколади                                                                  | 11. 6. 2019.  |       |
| 41.          | Сара Рељић, Дарко Лазић, Милан Васић, Тања Савић, Бојана Вунтуришевић, Сара Јо, Surreal, Fox         | 18. 6. 2019.  |       |
| 42.          | Учесници Задруге — ударање крушке и родео                                                            | 25. 6. 2019.  |       |
| 43.          | Теодора Џехверовић, Газда Паја, Сања Маринковић, Реља Поповић                                        | 2. 7. 2019.   |       |
| 44.          | Суперфиналисти Задруге                                                                               | 9. 7. 2019.   |       |
| 45.          | Наташа Беквалац, Кристина Коцкар, Сузана Перић, Ален Адемовић, Анђелина, Маја Беровић, Аца Лукас     | 16. 7. 2019.  |       |